# 老年学
老年学（ろうねんがく、ギリシャ語の「ゲロン」＝「老いた人」と「ロゴス」＝「研究」から派生）は、老齢と老化の科学であり、人間の生涯を通じて、特に最後の段階で起こる変化の理解、予防、診断、予後、治療、そしてケアに専念しています。この学問は、老化の生物学的、心理的、社会的、経済的、文化的側面を個人レベルおよび集団レベルで扱う。
これらの技術的知識を活用し、健康的な老化の促進や老化過程に伴う問題への対処に携わる医療専門職は、老年学者（ジェロントロジスト）として知られている。老年学者は、公立や私立の病院、医療機関で働くことができるだけでなく、研究、教育、または公共政策の立案にも携わることができる。老年医学（ゲリャトリックス）は密接に関連している。
老年学は、科学的な学問として、何世紀にもわたって進化してきた。老化とその多面的な側面を研究することに焦点を当てている。高齢者の世話や老後に対する関心は古代から存在していたが、老年学が学問分1903年、ロシアの生物学者イリヤ・イリッチ・メチニコフは、老年学を「老化の研究を目的とした科学」と定義し、その学問の基盤を築き、認識されるようになった。この時期には、医学と心理学の進歩に影響され、長寿と老後の生活の質に関する研究も発展していく。
日本では、桜美林大学に老年学研究科が設置され、大学院課程も用意されている。また東京大学では、2009年4月に総長室直属の組織として高齢社会総合研究機構が設置された。

## 日本における老年学の歩み
- 1953年2月　老人病研究所、老人病研究会設立。
- 1953年4月　日本寿命科学協会発足。
- 1954年7月　寿命学研究会設立（日本ジェロントロジー学会の主催）。
- 1956年12月　第1回日本ジェロントロジー学会開催（東京）。
- 1957年11月　第2回日本ジェロントロジー学会開催（大阪）。
- 1958年11月　第3回日本ジェロントロジー学会開催（名古屋）。総会において日本ジェロントロジー学会は日本老年学会と名称が変更になった。
- 1959年11月　日本老年医学会設立。
- 1959年11月　日本老年社会科学会設立。
- 1972年4月　東京都老人総合研究所（現：東京都健康長寿医療センター研究所）開所。
- 1981年5月　日本基礎老化学会設立。
- 1986年6月　日本老年精神医学会設立。
- 1990年9月　日本老年歯科医学会設立。
- 1993年6月　ダイヤ高齢社会研究財団設立。
- 1995年1月　日本老年看護学会設立。
- 1995年7月　国立療養所中部病院長寿医療研究センター（現：国立長寿医療研究センター）開所。
- 2001年7月　日本ケアマネジメント学会設立。
- 2002年4月　桜美林大学大学院国際学研究科老年学専攻設置。
- 2006年4月　東京大学総括プロジェクト機構ジェロントロジー寄付研究部門設立（2009年に高齢社会総合研究機構に改組）。
- 2006年10月　日本応用老年学会設立。